# Готем (кінопремія, 2016)
26-та щорічна кінопремія «Готем» відбулась 28 листопада 2016 року. Номінанти були оголошені 20 жовтня 2016 року. Актори Ітан Гоук і Емі Адамс, режисер Олівер Стоун та продюсер Арнон Мілчен отримали почесні нагороди під час церемонії. Актор Кіген-Майкл Кі був обраний ведучим. Найкращим фільмом було визнано «Місячне сяйво» Баррі Дженкінса.

## Список лауреатів та номінантів
• Переможці вказані першими і виділені окремим кольором.
| Категорія                                        | Номінанти                                                                           |                                                              |
| ------------------------------------------------ | ----------------------------------------------------------------------------------- | ------------------------------------------------------------ |
| Найкращий фільм                                  | • Місячне сяйво / Moonlight                                                         | • Місячне сяйво / Moonlight                                  |
| Найкращий фільм                                  | • Декілька жінок / Certain Women                                                    |                                                              |
| Найкращий фільм                                  | • Кожному своє / Everybody Wants Some!!                                             |                                                              |
| Найкращий фільм                                  | • Манчестер біля моря / Manchester by the Sea                                       |                                                              |
| Найкращий фільм                                  | • Патерсон / Paterson                                                               |                                                              |
| Найкращий актор                                  | • Кейсі Аффлек — «Манчестер біля моря» (за роль Лі Чендлера)                        | • Кейсі Аффлек — «Манчестер біля моря» (за роль Лі Чендлера) |
| Найкращий актор                                  | • Джефф Бріджес — «Будь-якою ціною» (за роль Маркуса Гамілтона)                     |                                                              |
| Найкращий актор                                  | • Адам Драйвер — «Патерсон» (за роль Патерсона)                                     |                                                              |
| Найкращий актор                                  | • Джоел Едгертон — «Лавінг» (за роль Річарда Лавінга)                               |                                                              |
| Найкращий актор                                  | • Крейг Робінсон — «Морріс з Америки» (за роль Кертіса Джентрі)                     |                                                              |
| Найкраща акторка                                 | • Ізабель Юппер — «Вона» (за роль Мішель Леблан)                                    | • Ізабель Юппер — «Вона» (за роль Мішель Леблан)             |
| Найкраща акторка                                 | • Кейт Бекінсейл — «Кохання та дружба» (за роль леді Сьюзен Вернон)                 |                                                              |
| Найкраща акторка                                 | • Аннетт Бенінг — «Жінки 20-го століття» (за роль Доротеї Філдс)                    |                                                              |
| Найкраща акторка                                 | • Рут Негга — «Лавінг» (за роль Мілдред Лавінг)                                     |                                                              |
| Найкраща акторка                                 | • Наталі Портман — «Джекі» (за роль Жаклін Кеннеді Онассіс)                         |                                                              |
| Найкращий сценарій                               | • Баррі Дженкінс, Тарелл Елвін Мак-Крені — «Місячне сяйво»                          | • Баррі Дженкінс, Тарелл Елвін Мак-Крені — «Місячне сяйво»   |
| Найкращий сценарій                               | • Джим Джармуш — «Патерсон»                                                         |                                                              |
| Найкращий сценарій                               | • Кеннет Лонерган — «Манчестер біля моря»                                           |                                                              |
| Найкращий сценарій                               | • Віт Стіллман — «Кохання та дружба»                                                |                                                              |
| Найкращий сценарій                               | • Тейлор Шерідан — «Будь-якою ціною»                                                |                                                              |
| Нагорода імені Бінгема Рея за режисерський дебют | • Трей Едвард Шульц — «Кріша»                                                       | • Трей Едвард Шульц — «Кріша»                                |
| Нагорода імені Бінгема Рея за режисерський дебют | • Анна Роуз Голмер — «Припадки»                                                     |                                                              |
| Нагорода імені Бінгема Рея за режисерський дебют | • Роберт Еггерс — «Відьма»                                                          |                                                              |
| Нагорода імені Бінгема Рея за режисерський дебют | • Ден Кван, Деніел Шайнерт — «Людина — швейцарський ніж»                            |                                                              |
| Нагорода імені Бінгема Рея за режисерський дебют | • Річард Танн — «Саутсайд з тобою»                                                  |                                                              |
| Найкращий документальний фільм                   | • О. Джей: Зроблено в Америці / O.J.: Made in America                               | • О. Джей: Зроблено в Америці / O.J.: Made in America        |
| Найкращий документальний фільм                   | • Вінер / Weiner                                                                    |                                                              |
| Найкращий документальний фільм                   | • Людина з камерою / Cameraperson                                                   |                                                              |
| Найкращий документальний фільм                   | • Тауер / Tower                                                                     |                                                              |
| Найкращий документальний фільм                   | • Я не твій негр / I Am Not Your Negro                                              |                                                              |
| Найкращий новий актор                            | • Аня Тейлор-Джой — «Відьма» (за роль Томасін)                                      | • Аня Тейлор-Джой — «Відьма» (за роль Томасін)               |
| Найкращий новий актор                            | • Роялті Гайтауер — «Припадки» (за роль Тоні)                                       |                                                              |
| Найкращий новий актор                            | • Лукас Геджес — «Манчестер біля моря» (за роль Патріка Чендлера)                   |                                                              |
| Найкращий новий актор                            | • Лілі Гледстоун — «Декілька жінок» (за роль Джеймі)                                |                                                              |
| Найкращий новий актор                            | • Саша Лейн — «Американська любка» (за роль Стар)                                   |                                                              |
| Найкращий новий серіал (довгоформатний)          | • Божевільна колишня дівчина / Crazy Ex-Girlfriend                                  | • Божевільна колишня дівчина / Crazy Ex-Girlfriend           |
| Найкращий новий серіал (довгоформатний)          | • Горас і Піт / Horace and Pete                                                     |                                                              |
| Найкращий новий серіал (довгоформатний)          | • Джессіка Джонс / Jessica Jones                                                    |                                                              |
| Найкращий новий серіал (довгоформатний)          | • Дівчина за викликом / The Girlfriend Experience                                   |                                                              |
| Найкращий новий серіал (довгоформатний)          | • Майстер не на всі руки / Master of None                                           |                                                              |
| Найкращий новий серіал (короткоформатний)        | • Її історія / Her Story                                                            | • Її історія / Her Story                                     |
| Найкращий новий серіал (короткоформатний)        | • Виживання / Surviving                                                             |                                                              |
| Найкращий новий серіал (короткоформатний)        | • Гейське й дивовижне життя Калеба Галло / The Gay and Wondrous Life of Caleb Gallo |                                                              |
| Найкращий новий серіал (короткоформатний)        | • Рух / The Movement                                                                |                                                              |
| Найкращий новий серіал (короткоформатний)        | • Сидячи у ванних з трансвеститами / Sitting in Bathrooms with Trans People         |                                                              |

### Спеціальні нагороди
| Категорія                                | Номінанти | |
| ---------------------------------------- | --- | --- |
| Приз глядацьких симпатій                 | • Місячне сяйво / Moonlight | • Місячне сяйво / Moonlight |
| Спеціальний приз журі акторському складу | • Місячне сяйво / Moonlight (Магершала Алі, Наомі Гарріс, Алекс Гібберт, Андре Голленд, Джаррел Джером, Жанель Моне, Джейден Пайнер, Треванте Роудс та Ештон Сандерс) | • Місячне сяйво / Moonlight (Магершала Алі, Наомі Гарріс, Алекс Гібберт, Андре Голленд, Джаррел Джером, Жанель Моне, Джейден Пайнер, Треванте Роудс та Ештон Сандерс) |
| Грант «Live the Dream» жінкам-режисерам  | • Роксі Топорович — «Джулія Блю» | • Роксі Топорович — «Джулія Блю» |
| Грант «Live the Dream» жінкам-режисерам  | • Шез Беннетт — «Аляска це дрег» | |
| Грант «Live the Dream» жінкам-режисерам  | • Кейті Орр — «Бідна Джейн» | |

- Нагорода-вдячність
  - Департамент мера Нью-Йорка з медіа та розваг
  - Азіз Ансарі
  - Джудіт Лайт[en]

- Почесні нагороди (Gotham Tributes)
  - Емі Адамс
  - Ітан Гоук
  - Арнон Мілчен
  - Олівер Стоун